# 吉永祐介 (アートディレクター)
吉永 祐介（よしなが ゆうすけ、Yusuke Yoshinaga 、1977年8月21日 - ）は、日本のアートディレクター、グラフィックデザイナー、フォトグラファー。埼玉県出身。
手がけたCDレコードジャケットの数は2021年時点で1,000枚を超える。

## 来歴
2001年から小西康陽のレーベル、readymade internationalに所属。４年半の経験を経て、2006年、solla（ソラ）株式会社設立。CDジャケットを中心に、広告、カタログ、パッケージ、エディトリアルなどのアートディレクションからフィニッシュまでトータルで制作。1,000枚以上のCDのジャケットを手掛け、案件によっては自身でカメラも握る。
2019年 7inchレコードレーベルDIGUMA Doghnuts、2020年 アパレルブランドGEP(Groove Excavator Production)も立ち上げる。自社で2016年よりHIGUMA Doughnutsも運営。2021年にはレコードジャケトのみの展示 ”Yusuke Yoshinaga Exhibition LP JACKET WORKS 2001-2021”を渋谷ストリーム内で開催。

## 人物
- 学生時代から写真、グラフィック、建築、音楽に興味を持ち、大学では建築を専攻。在学中の1999年より自身のDJイベント”La Verdad”を始める。
- 25年以上経つ今も渋谷Organ barで行われているこのイベントのFlyerがグラフィック作品の処女作。そのイベントの１周年にてDJの須永辰緒と出会い、翌月より須永辰緒、小西康陽が行ってたイベント”レコード番長”にDJとして加わる。
- 2001年小西康陽が自身のレーベルreadymade internationalを立ち上げ、同社に所属。ディレクター／プロモーター／マネージメントなどを経験しながら、小西康陽ディレクションのCDジャケットのデザインを担当するようになる。
- 2006年に自身のデザイン会社の設立後も、小西康陽、須永辰緒とは交流が深く、師と仰ぐ。 レコードや美術書、写真集のコレクターでもある。

## 主な仕事

### CD/DVD/レコードジャケット
あ行
- 赤西仁  「#JUSTJIN」「Mi Amor」から「OUR BEST」までの全てを担当。
- 阿川泰子  「Free Soul Yasuko Agawa」
- Akiko 「a white album」「akiko presents Rockin' Doo Wop,Jump & Jive vol.2」「What's Jazz? - STYLE -」「What's Jazz? - SPIRIT -」「JAZZ ME UP」
- Alexandros 「NEW WALL / I want u to love me」「Swan」「EXIST!」「SNOW SOUND / 今まで君が泣いた分取り戻そう」「We Come In Peace Tour & Documentary」（Blu-ray / DVD）
- 安全地帯  「THE BEST ALBUM 40th ANNIVERSARY～あの頃へ～」「LIVE COLLECTION 1984-2010 〜あの頃へ〜」（Blu-ray）
- YEN TOWN BAND  「アイノネ」「my town」「diverse journey」「円都空間 in 犬島」（Blu-ray / DVD）
- 井上陽水  「GOLDEN BEST VIEW 〜SUPER LIVE SELECTION〜」（Blu-ray / DVD）
- 石川マリー「The Reason」
- いとうせいこう 「いとうせいこう is the poet “ITP 1“」 (LP)
- 今市隆二 「GOOD OLD FUTURE」「RYUJI IMAICHI CONCEPT LIVE 2022"RILY'S NIGHT"&"RILY'S NIGHT"~Rock With You~～」(DVD)
- 忌野清志郎 「ジグソーパズル」(7inch)
- 岩橋玄樹 「PAJAMA PARTY」「How To Love」「GENKI IWAHASHI TOUR 2022 “How To Love“」(DVD)
- 岩村学 「TEOREMA」(LP)
- indigo la End  「さよならベル」「幸せが溢れたら」
- w-inds. 「In Love With The Music」
- WEBER 「オオカミの涙」「-BALLON- / 笑顔が叶いますように」「大切なひと。大切だったひと。」「WEBER STORY LIVE2017 #BALLON_笑顔が叶いますように」（DVD）「僕の記憶が嘘をつく」「READY」「deception」
- 上原ひろみ  「ファースト・ファイヴ・イヤーズ」「上原ひろみ×エドマール・カスタネーダ / ライヴ・イン・モントリオール」「Spectrum」「Silver Lining Suite」「となりのチカラ (オリジナル・サウンドトラック)」
- ウルトラズ 「あいがあう」
- HY 「Kafuu」
- SA 「WAO!!!!」
- EDOGA-SULLIVAN  「Fight at Tokio」「JAPONICA!!!」
- 大橋トリオ  「STEREO」「THUNDERBIRD」
- 大島優子 「君は、僕のもの」(DVD)
- OWV  「UBA UBA」から「Time Jackerz」を担当。
- 沖野修也「SUMMER LOVE」(7inch)「Still In Love」(7inch)「GIVE YOUR LOVE A CHANCE」(7inch)
- 小曽根真  「Until We Vanish 15X15」「RESONANCE」「OZONE60」「OZONE60 -STANDARDS-」「THE BEST」「A Night in Tokyo」
- オリジナルラヴ  「FREE SOUL ORIGINAL LOVE 90s」「FREE SOUL ORIGINAL LOVE 90s～Special 7inch Box」(7inch)
- orange pekoe 「tribute to Elis Regina」「Oriental Jazz Mode」「orange pekoe with the Big Band Party Night」

か行
- 河内REDS  「東京ガール」「オリオン座」「時計じかけのオレたち」
- 関ジャニ∞  「NOROSHI」「なぐりガキBEAT」
- 菊地成孔 「ジャズ・レコード100周年記念コンピレイション（ジャズマンが選ぶ25曲選盤／選曲・菊地成孔）」
- 菊地成孔DCPRG 「ALTER WAR IN TOKYO」「SECOND REPORT FROM IRON MOUNTAIN USA」
- Q’ulle  「DON’T STOP」「DRY AI」「コネクトライト」
- Q.A.S.B. 「Candy Dream」「Baby Soul」「VIVALAVA」「will」
- 清竜人  「平成の男」「目が醒めるまで(Duet with 吉澤嘉代子)」「REIWA」
- KYOTO JAZZ SEXTET「MISSION」「YOU’VE GOT TO HAVE FREEDOM / MISSION」12inch「SONG FOR UNITY」12inch「UNITY」「SUCCESSION」
- quasimode 「Summer Madness feat. 横山剣」「Soul Cookin'」「Hot & Cool」
- GRANRODEO 「TRASH CANDY」「少年の果て」「Pierrot Dancin'」
- Quincy Jones 「Q80～GREATEST HITS」
- クリス・ハート  「ちゃんと〜mother’s blues〜」「Flashback」「monochromatic」「COMPLEX」
- クレイジーケンバンド  「いっぱい いっぱい」から 22nd album 「樹影」までの全てを担当（映像作品を除く）
- GETZ/GILBERTO 「GETZ/GILBERTO+50」
- 小林香織「NOW and FOREVER」
- 小林武史「Takeshi Kobayashi meets Very Special Music Bloods」
- 小西康陽 「Readymade Gigs ELVIS!」「うたとギター。ピアノ。ことば。」「小西康陽 presents 大都会交響楽 -READYMADE DIGS BRUNSWICK-」「アイドルばかりピチカート 小西康陽×T-Palette Records」「ATTRACTIONS! KONISHI YASUHARU Remixies 1996-2010」「素晴らしいアイデア 小西康陽の仕事1986-2018」「小西康陽とプレイボーイズ / 井上順のプレイボーイ講座12章」「レディメイド未来の音楽シリーズ 7インチ編 1~12」7inch
- 小西真奈美  「Cure」
- 小柳ゆき  「Prelude」「SPHERE～球宇宙～」

さ行
- 阪本奨悟  「鼻声 / しょっぱい涙」「恋と嘘〜ぎゅっと君の手を〜 / HELLO」
- 佐藤浩市  「役者唄 60 ALIVE」
- THE COLLECTORS  「THE COLLECTORS TOUR 2014 “DA! DA!! DA!!!” at ZEPP Divercity, TOKYO on 22th November, 2014」(DVD)「言いたいこと 言えないこと 言いそびれたこと」「THE COLLECTORS TOUR 2015 “SUPER DUPER” at EXTHEATER ROPPONGI on 22nd November」(DVD)「愛ある世界 THE COLLECTORS - 30th Anniversary Session -」「Request Hits」「MUCH TOO ROMANTIC! ~The Collectors 30th Anniversary」「Roll Up The Collectors」「THE COLLECTORS live at BUDOKAN “MARCH OF THE MODS”」(Blu-ray / DVD)「YOUNG MAN ROCK」「CLUB QUATTRO MONTHLY LIVE 2018 "LAZY SUNDAY AFTERNOON"」(DVD)「さらば青春の新宿JAM」(DVD)「別世界旅行 ~A TRIP in Any Other World~」「結成35周年記念7インチBOX 13 VINYL SINGLES」(7inch)「Filmography」「THE COLLECTORS “This is Mods” 35th anniversary live at Nippon Budokan 13 Mar 2022」(Blu-ray / DVD)
- THE BAWDIES「Awaking of Rhythm And Blues」「EMOTION POTION」「THIS IS MY STORY」「ITS TOO LATE」「HOT DOG」「THERE’S NO TURNING BACK」「JUST BE COOL」「LIVE AT AX 20101011」(Blu-ray / DVD)「LOVE YOU NEED YOU feat. AI」「LIVE THE LIFE I LOVE」「KEEP ON MOVIE」(DVD)「RED ROCKET SHIP」「ROCK ME BABY」「LIVE AT BUDOKAN 20111127」(Blu-ray / DVD)「LEMONADE」「1-2-3」「1-2-3 TOUR 2013 FINAL at 大阪城ホール」(Blu-ray / DVD)「GOING BACK HOME」「NICE AND SLOW / COME ON」(7inch)「Boys!」「THIS IS MY HISTORY 〜日本武道館記念盤〜」(Blu-ray / DVD)「SHAKE A TAIL FEATHER / SOUL MAN」(7inch)「NO WAY / KICKS!」(7inch)「THIS IS THE BEST」「Thank you for our Rock and Roll Tour 2004-2019 FINAL at 日本武道館」(DVD)
- C&K  「ジャパンパン～日本全国地元化計画～」「王様ゲーム」「アイアイのうた〜僕とキミと僕等の日々〜」「CK JUNGLE!!!」「愛を浴びて、僕がいる」「みかんハート」「CK AND MORE...」「終わりなき輪舞曲」
- CNBLUE  「ARENA TOUR 2013 -ONE MORE TIME- ＠NIPPONGAISHI HALL」（Blu-ray / DVD）「Go your way」「WAVE」
- 島谷ひとみ 「真夜中のドア~STAY WITH ME~」7inch
- 白間美瑠 「Shine Bright」「MELTY」
- JINTAKA（赤西仁＆山田孝之）「Choo Choo SHITAIN」
- J-Squad 「J-Squad」
- ジャニーズWEST「証拠」「サムシング・ニュー」
- JariBu Afrobeat Arekstra × Tina「ROCK STEADY」(7inch)
- ジャクソン5 「DEAR MICHAEL THE MOTOWN COLLECTION」(CD BOX SET)
- ジョン・コルトレーン 「DEAR J.C. A TRIBUTE TO JOHN COLTRANE」
- スガシカオ  「フリー・ソウル・スガ シカオ」
- 菅田将暉  「見たこともない景色」
- 須永辰緒 sunaga t experience 「NO REASON NO RHYME」「NO REASON NO RHYME remixes」(LP)「DOUBLE STANDARD」「jazz et jazz」「TATSUO SUNAGA PRESENTS CLUB JAZZ DIGS LUPIN THE THIRD」「Vee Jay の夜ジャズ」「REVISIT BRUNSWICK」「BETHLEHEMの夜ジャズ」「REVISIT -BETHLEHEM-」「REVISIT -BETHLEHEM 第２集-」「BETHLEHEMの夜ジャズ 第２集」「World Standard VENUS jazz A Tatsuo Sunaga Live Mix」「STE」「須永辰緒の夜ジャズ外伝2 All The Young Dudes~全ての若き野郎ども~」「粉雪」(7inch) 「Suomenlinna」「モーダルな男」(7inch)
- SPYAIR 「0 GAME」「Naked」「Just Do It」
- SLAWEK JASKULKE 「MUSICAANOSSA SLAWEK JASKULKE」(LP)
- SMAP 「SMAPxSMAP 1996.04.15~2016.12.26 EVERY MONDAY 10P.M.」(LP)
- 7ORDER  「UNORDER」（Blu-ray / DVD）「WE ARE ONE」「雨が始まりの合図 / SUMMER 様様」「NICE “TWO” MEET YOU」「"Date with......."7ORDER LIVE TOUR 2021-2022」（Blu-ray / DVD）
- セルジオ・メンデス 「BEST HITS~THE LOOK OF LOVE」「GREATEST HITS」「RANDEZ-VOUS」「in the key of joy」
- Celeina Ann  「Departures」
- SOIL&"PIMP"SESSIONS「CIRCLES」「"X" Chronicle of SOIL&"PIMP"SESSIONS」「"X" The Music Videos」(DVD)
- サンディー「サンディーズ昭和ハワイアン～Ukulele Dreaming2～」

た行
- Da-iCE 「TOKYO MERRY GO ROUND」
- DIR EN GREY 「SUSTAIN THE UNTRUTH」
- DEEP 「WISH」
- 高橋みなみ 「愛してもいいですか？」
- DJ EMMA & DJ SHIMOYAMA 「N.U.D.E 1」
- DJ KAWASAKI 「Timeless」「Don't Put My Heart Down feat.Maylee Todd」(7inch)「ALIVE Feat. SHEA SOUL」(7inch)「When It Feels Right feat. Monday Michiru」(7inch)「ONE WORLD」「Sun, Run & Synchronize feat. sauce81」(7inch)「LIGHT YOUR LIGHT Feat. Emi Tawata」(7inch)「ONE WORLD-RELATED WORKS」「BRIDGE INTO THE FUTURE DJ KAWASAKI RECREATED TRACKS」
- DJ KRUSH 「Diggin' On Blue」
- 田所あずさ 「1HOPE SNIPER」
- 田中裕梨「CITY LIGHTS」(LP)
- 玉置浩二 「THE BEST ALBUM 35th ANNIVERSARY～メロディー～」
- 茅原実里 「SELF PRODUCER」
- Chay 「I am」「運命のアイラブユー」「恋のはじまりはいつも突然に」「chayTEA」「あなたの知らない私たち」「大切な色彩」「Lavender」「Heart Box」
- Chick Corea & 小曽根真 「RESONANCE」
- TEE 「MASTERPIECE 〜THE WORLD BEST COVERS〜」
- T字路s 「Ｔ字路s」「PIT VIPER BLUES」「PIT VIPER BLUES」「襟裳岬 / 愛の讃歌」(7inch)「BRAND NEW CARAVAN」「雨zing Blues」「COVER JUNGLE 1」「COVER JUNGLE 2」「夜も朝も午後も」「遠い世界に」
- Terry Callier 「TOKYO MOON」
- デューク・エイセス 「新しい歌／鉄腕アトム」(7inch)
- 寺岡呼人「 LOVE＝UNLIMITED」「馴染みの店／知りたくない」
- 東京スカパラダイスオーケストラ 「白と黒のモントゥーノ feat.斎藤宏介（UNISON SQUARE GARDEN）」「ちえのわfeat.峯田和伸」「GLORIOUS」「メモリー・バンド/This Challenger」「明日以外すべて燃やせ feat.宮本浩次」「2018 Tour「SKANKING JAPAN」" スカフェス in 城ホール" 2018.12.24」(DVD)「東京スカパラダイスオーケストラトリビュート集 楽園十三景」「リボン feat. 桜井和寿(Mr.Children)」「ツギハギカラフル」「TOKYO SKA TREASURES ～ベスト・オブ・東京スカパラダイスオーケストラ～」「SKA=ALMIGHTY」「S.O.S. [Share One Sorrow]」「君にサチアレ」
- 東京ディズニーランド 「イッツ・ア・スモールワールド」(LP)
- 堂本剛 「Grateful Rebirth」
- 童子-T 「雨上がりfeat.竹本健一」「キミの夢 feat. TAKA from DEEP」
- DOES 「今を生きる」「KATHARSIVILIZATION」「夢見る世界」
- 怒髪天 「真夏のキリギリス」「Merry X'mas Mr. Lonelyman」「D-N°18 LIVE MASTERPIECE」「D-LIVE IN JAPAN 2011」
- Travis Sullivan's Bjorkestra 「Hyperballad」(LP)

な行
- なかの綾 「わるいくせ」
- 夏木マリ 「THE HIT PARADE」「ALLIANCE」「GIBIER du MARI / One of Love」
- ナツ・サマー＆アーリー・サマー 「 愛のデザイアー / ミスター・サマータイム」(7inch)
- NAYUTHA「GIRL / 見知らぬ街」(7inch)「黒のタートルネック / 何もかも」(7inch)「君を見つけて」(7inch)「NAYUTAH」「君のポラロイド」(7inch)
- Nia 「Nia」
- Nicola Conte「The Modern Sound Of Nicola Conte: Versions In Jazz-Dub」「SPIRITUAL SWINGERS」「MYSTIC PRESTIGE」「Blue Note Tribe」「FREE SOULS」
- Nujabes 「Other Side of Phase」(12inch)
- 錦戸亮 「NOMAD」「錦戸亮 LIVE TOUR 2019 “NOMAD”」(DVD)
- 乃木坂46 「ノギザカスキッツ 第1巻」（Blu-ray / DVD）「ノギザカスキッツ 第2巻」（Blu-ray / DVD）「ノギザカスキッツACT2」（Blu-ray / DVD）「ノギザカスキッツACT2 第2巻」（Blu-ray / DVD）「乃木坂スター誕生！」（Blu-ray / DVD）「乃木坂スター誕生！2巻」（Blu-ray / DVD）「乃木坂スター誕生！2 第1巻」（Blu-ray / DVD）「乃木坂スター誕生！2 第2巻」（Blu-ray / DVD）「新乃木坂スター誕生！ 第1巻」（Blu-ray）「新乃木坂スター誕生！ 第2巻」（Blu-ray）
- Not yet「Not yet "already" 2014.5.10 1st LIVE」(DVD)
- 野本かりあ 「カアリイ」「Aria, Karia, Maria」「自由度」「東京は夜の7時The Night Is Still Young」「DANCE MUSIC」

は行
- back number「はなびら」「花束」「思い出せなくなるその日まで」「スーパースター」「恋」「日曜日」「わたがし」「青い春」「blues」「繋いだ手から」「ラブストーリー」「ヒロイン」「love stories tour 2014～横浜ラブストーリー2～」(DVD)「SISTER」「手紙」「クリスマスソング」「シャンデリア」「僕の名前を」「黒い猫の歌」「ハッピーエンド」「アンコール」「All Our Yesterdays Tour 2017 at SAITAMA SUPER ARENA」(DVD&Blu-ray)「瞬き」「大不正解」「オールドファッション」「HAPPY BIRTHDAY」「MAGIC」「NO MAGIC TOUR 2019 at 大阪城ホール」(DVD&Blu-ray)「エメラルド」「怪盗」「水平線」「女王の猿」「黄色」「ベルベットの詩」「アイラブユー」「ユーモア」
- Bar Music「Bar Music 2013」「Bar Music 2014」「Bar Music 2015」「Bar Music 2016」「Bar Music 2017」「Bar Music 2018」「Bar Music 2019-2020」「Bar Music CORE PORT 7”EP」(7inch)
- 長谷川きよし「40年。まだこれがベストではない。長谷川きよしライヴ・レコーディング。」
- 服部良一「ハットリ JAZZ & JIVE」
- 濱田めぐみ「Campanula」
- PIZZICATO FIVE「music and words of Pizzicato Five: a tribute album」(LP)「THE BAND OF 20TH CENTURY：PIZZICATO FIVE 6 DVD SET」(DVD BOX SET)「Sony Music Years 1986-1990」「最新型の/超音速の/レディメイドのピチカート・ファイヴ」(2006年盤)「女性上位時代」(2006年盤)「スウィート・ピチカート・ファイヴ」(2006年盤)「インスタント・リプレイ」(2006年盤)「ボサ・ノヴァ2001」(2006年盤)「オーヴァードーズ」(2006年盤)「ピチカート・ファイヴ TYO」(2006年盤)「ロマンティーク96」(2006年盤)「HAPPY END OF THE WORLD」(2006年盤)「PIZZICATO FIVE JPN」(2006年盤)「プレイボーイ・プレイガール」(2006年盤)「PIZZICATO FIVE」(2006年盤)「さ・え・ら ジャポン」(2006年盤)「pizzicato R.I.P」(2006年盤)「pizzicato five I love you」「pizzicato five we love you」「pizzicato five we dig you」「file under spoken words」「PIZZICATOMANIA!」(LP)「高音質のピチカート・ファイヴ」
- PIZZICATO ONE 「11のとても悲しい歌」「わたくしの二十世紀」「前夜　ピチカート・ワン・イン・パースン」
- THE BEAT GARDEN 「光」「夏の終わり 友達の終わり」「マリッジソング」「遠距離恋愛」「余光」「ROMANCE」「それなのにねぇなんで？」「初めて恋をするように」「Bell」
- 一十三十一 「Wake Up!」(7inch)
- 一青窈「他人の関係 feat. SOIL&“PIMP”SESSIONS」「かたつむり」
- 平原綾香 「翼」「Shine -未来へかざす火のように-」「What I am」「Dear Music 〜15th Anniversary Album〜」「幸せのありか」
- ビリー・ホリデイ 「GOD BLESS THE CHILD: BEST OF BILLIE HOLIDAY」
- ヒルクライム「Hilcrhyme 15th Anniversary CD BOX」「春夏秋冬物語」(DVD)
- FNCY「あなたになりたい / him i gotta love」(7inch)
- Fishmans「若いながらも歴史あり 96.3.2@新宿LIQUID ROOm」
- BOO「BOOGIE DRIVE 678.」(7inch)
- Fo'xTails「Contrast」
- 福山雅治 「I am a HERO」
- 藤本一馬「SUN DANCE」
- 渕上舞「星空」「人芝居」
- flumpool「どんな未来にも愛はある」
- 古内東子 「Toko Furuuchi with 10 legends」
- Blu-Swing「BLU-SWING 10th ANNIVERSARY BEST」「悲しい自由」(7inch)「Spectre」
- BENI 「さつきあめ」「OUR SKY」「RED」「BENI Red LIVE TOUR 2013 〜TOUR FINAL 2013.10.06 at ZEPP DIVER CITY〜」「四季うた」
- ホセ・ジェイムズ 「Yesterday I Had the Blues」
- 堀江里沙 「ありがとう」「まごころ」

ま行
- 片桐舞子 「Solo」
- マイケル・ジャクソン「DEAR MICHAEL THE MOTOWN COLLECTION CD BOX SET」「MELLOW MICHAEL JACKSON -NEVER CAN SAY GOODBYE-」
- 前川清「My Favorite Songs ~oldies~」「My Favorite Songs ~oldies~ II」「My Favorite Songs ~Popular~ III」「My Favorite Songs ~Japanese~ IV」「My Favorite Songs ~Unplugged~ V 」
- 前園直樹グループ「火をつける。前園直樹グループ第一集。」「遠くへ。前園直樹グループ第二集。」
- Majiko 「MAJIGEN」
- 田代万里生 「I am here ～Musical selection～」
- Mansfield 「Mansfield　POPP EP Vol.1」(LP)
- MISIA「君の願いが世界を輝かす」
- Mrs. GREEN APPLE 「どこかで日は昇る」
- 溝口肇「yours;tears」
- 港ハイライト「抱かれたい女」
- ムッシュかまやつ 「Je M'appelle Monsieur」(LP)「ソー・ロング20世紀 」(7inch)
- Moon「Kiss Me」「Tenderly」
- MURO「DIG ON SUMMER 2 ON THE RADIO」「DIGGIN' THAT MEMPHIS SOUL "Diggin' Hi"」「DIGGIN' DEF JAM - B SIDE WINS AGAIN (DEF JAM 30TH ANNIVERSARY EDITION)」「DIGGIN' Free Soul –Let The Music Play-」「30years and still counting」「DIGGIN' ICE 2015」「DIGGIN' HEAT 2015」「Taste of Chocolate R&B Flavor」「DIGGIN' JAPANESE POPS」「DIGGIN' ICE 2016」「Trans Groove Express」「Elegant Funk WARNER EDITION」「Harvest -Comfort ear food-」「DIGGIN' HEAT 2016」「Taste of Chocolate R&B Flavor 2017」「DIGGIN' JAPANESE AOR」「KING OF DIGGIN' "DIGGIN' ARIWA"」「和音 produced by MURO」「DIGGIN' ICE 2017」「DIGGIN'  HEAT 2017」「DIGGIN' VICTOR ～Deep into the vaults of Japanese Fusion / AOR～」「DIGGIN' DISCO presented by CAPTAIN VINYL」「DIGGIN' ICE 2018」「KING OF DIGGIN’ DIGGIN' DE-LITE」「DIGGIN' HEAT 2018」「DIGGIN' SOLAR」「DIGGIN' Elegant Funk 〜JAPANESE EDITION〜」「DIGGIN' DIGGIN’ NIPPON COLUMBIA - TROPICOOL BOOGIE JAPANESE EDITION-」「DIGGIN' ICE 2019」「Diggin' On Blue」「DIGGIN' HEAT 2019」「DIGGIN' BOX SET from DIGGIN' ICE & DIGGIN' HEAT」(7inch)「Diggin' "Groove-Diggers":Unlimited Rare Groove」「DIGGIN' ICE 2020」「HAWAIAN BREAKS 2020」「NIPPON BREAKS JAPANESE TRADITIONAL MELODY NON STOP-MIX 」「DIGGIN' GROOVE DIGGERS 2020」「DIGGIN' BOX SET from DIGGIN' ICE 2020」(7inch)「DIGGIN' GROOVE DIGGERS 2021」「DIGGIN' "GROOVE-DIGGERS" BOX」(7inch)「DIGGIN' ISLAND DISCO」「DIGGIN' ISLAND BREAKS」「DIGGIN' SUPER FUNKY HOUSE BREAKS 2023」
- MAY'S「Traveling」

や行
- 八代亜紀 「夜のアルバム」「夜のつづき」「夢の夜~ライヴ・イン・ニューヨーク」
- 木住野佳子 「"Anthology"-20th anniversary-」
- 矢井田瞳「123456」
- 矢沢洋子  「Bad Cat」「Lady No.5」
- 矢部浩之  「スタンドバイミー」
- 山弦「TOKYO MUNCH」
- 山崎まさよし「Quarter Note」「ONE DAY」「STEREO 3」
- 山本彩「イチリンソウ」から 4th album「&」までの全てを担当。
- 横山だいすけ「ハレルヤルーヤ/愛したいひと」「歌袋」
- 吉田類「Bad Bad Whiskey」(7inch)

ら行
- LITTLE 「ワンマンショウ」「夢のせい」「 "YES" rhyme-dentity」
- Lina Lina 「HOME」
- ROOT SOUL  「THAT GOOD FEELING / ALWAYS」(7inch)「Freaky Power」「Source Of Life」(7inch)「Freaky Power (2022)」(7inch)
- RUEED 「The Light」
- REBECCA 「REBECCA LIVE TOUR 2017 at 日本武道館」（Blu-ray / DVD）「恋に堕ちたら」
- ルパン三世 「TATSUO SUNAGA PRESENTS CLUB JAZZ DIGS LUPIN THE THIRD」
- LE GRAND ESCROC「Portraits」
- ロジャー・ニコルズ「Roger Nichols Works ~ Special 7inch Boxs」(7inch)

わ行
- Wack Wack Rhythm Band「at the Friday Club」
- 和田アキ子「リズムアンドブルースの女王」「Wada akiko Dynamite Best 1968~2008」「今夜は夢でも見ましょうか」「AKIKO WADA 45th ANNIVERSARY ESSENTIAL COLLECTION」「今でもあなた」「すばらしき人よ」「晴レルヤ」「All Right!!!」「THE LEGEND OF SOUL」

#### reconstruct. 復刻・再発等
あ行
- Ashanti「Unfoolish」(7inch)
- Urban Species「Spiritual Love」(7inch)
- Archie Sheep「Attica Blues」(7inch)
- Incognito「Still A Friend Of Mine」(7inch)
- Amy Winehouse 「Mr.Magic(Through The Smoke)」(7inch)
- Erykah badu「On & On」(7inch)
- ODYSSEY「Battened Ship」(7inch)

か行
- CASE 「TOUCH ME TEASE ME FEAT FOXY BROWN」(7inch)
- Gary Bartz「Gentle Smiles (Saxy)」(7inch)
- Gang Starr「Just To Get A Rep」(7inch)「Take It Personal」7inch「Mass Appeal」(7inch)
- King James Version「I'll Still Love You」(7inch)

さ行
- The Cardigans「Carnival」(7inch)
- 3rd Bass 「Brooklyn-Queens (UK Power Mix)」(7inch)
- Sydney Youngblood「Wherever You Go」(7inch)
- Jackson Sisters「I Believe In Miracles」(7inch)
- Showbiz & A.G.「Fat Pockets」(7inch)「Soul Clap」7inch「Party Groove」(7inch)
- Star Wars「新たなる希望 オリジナル・サウンドトラック」(LP)「帝国の逆襲 オリジナル・サウンドトラック」(LP)「ジェダイの帰還 オリジナル・サウンドトラック」(LP)
- SLEEP WALKER「Into The Sun / Wind」(7inch)

た行
- D’angelo 「Brown Sugar」(7inch)
- Dayton「The Sound Of Music」(7inch)
- Denise LaSalle「I’M SO HOT」(7inch)
- Terry Callier 「Ordinary Joe」(7inch)
- TONY TONI TONE「Tell Me Mama」(7inch)
- TOM BROCK 「THERE'S NOTHING IN WORLD THAT CAN STOP ME FROM LOVING YOU」(7inch)

な行
- nice & smooth「Cake&Eat It Too (Pound Cake Mix) 」(7inch)
- NAS 「CAN'T FORGET ABOUT YOU FEAT CHRISETTE MICHELE」(7inch)「CHERRY WINE feat.AMY WINEHOUSE」(7inch)
- Nujabes 「Metaphorical Music」(cassette tape)

は行
- Barry White「PLAYING YOUR GAME, BABY」(7inch)
- Brian McKnight 「Hold Me」(7inch)
- frankie knuckles 「The Whistle Song (Paul Shapiro Supreme 7" Mix)」(7inch)
- PIZZICATO FIVE「東京の合唱／プレイボーイ・プレイガール」(7inch)
- PLEASURE「TAKE A CHANCE」(7inch)

ま行
- Mark Capanni 「I Believe In Miracles」(7inch)
- Michael Jackson「HIROSHI FUJIWARA&K.U.D.O.PRESENTS MICHAEL JACKSON/JACKSON5 REMIXES」(LP)
- Marvin Gaye 「I WANNA BE WHERE YOU ARE」(7inch)
- Mary J. Blige 「Real Love」(7inch)

ら行
- RAMP「DAYLIGHT」(7inch)
- Lenny Kravitz 「It Ain't Over Til It's Over」(7inch)
- Roy Ayers「EVERYBODY LOVES THE SUNSHINE」(7inch)「OUR TIME IS COMING」(7inch)
- Roger Nichols & The Small Circle of Friends 「Roger Nichols & The Small Circle of Friends 7incn Box Set」(7inch)「Roger Nichols Works ~ Special 7inch Boxes」(7inch)

### グッズ
- 赤西仁「JIN AKANISHI LIVE TOUR 2015 ～Me～」(ツアーロゴ＆ツアーグッズ)「JIN AKANISHI LIVE TOUR 2016 ～Audio Fashion Special～ in MAKUHARI」(ツアーロゴ＆ツアーグッズ)「JIN AKANISHI LIVE 2017 in YOYOGI ～Résumé～」(ツアーロゴ＆ツアーグッズ)「JIN AKANISHI “JINDEPENDENCE” TOUR 2018」（ツアーロゴ＆ツアーグッズ）「JIN AKANISHI “THANK YOU” TOUR 2019」(ツアーロゴ＆ツアーグッズ)
- AKB48「AKB48 Tales of Fairyland 2015 calendar」（カレンダー）
- Kis-My-Ft2 「Kis-My-Ft2 Debut Tour 2011 Everybody Go」（ツアーパンフレット）
- クリスハート「LOVE IS MUSIC」(ツアーグッズ)
- 黒木メイサ「2010 calendar」（カレンダー）
- 7ORDER「"Date with......." 7ORDER LIVE TOUR 2021-2022」(ツアーロゴ＆ツアーグッズ)
- 東京スカパラダイスオーケストラ「JUNK or GEM」(ツアーロゴ＆ツアーグッズ)
- 錦戸亮「NOMAD TOUR 2019」(ツアーパンフ)
- V6「For the 25th anniversary」(ツアーロゴ＆ツアーグッズ)
- 前田敦子「前田敦子 2014カレンダー」（カレンダー）「前田敦子 2016カレンダー」（カレンダー）
- まっきーとけんた「one man live "まっきーとけんたのらいぶ"」(ツアーグッズ)
- 矢沢永吉「EIKICHI YAZAWA CONCERT TOUR 2021 "I'm back!!" ～ROCKは止まらない～」(ツアーロゴ＆ツアーグッズ)「EIKICHI YAZAWA CONCERT TOUR 2023 "Welcome to Rock'n'Roll"」(ツアーロゴ＆ツアーグッズ)
- 山下智久「TOMOHISA YAMASHITA First Solo SHORT but SWEET」(ツアーロゴ＆ツアーグッズ)「LIVE TOUR 2018 UNLEASHED -FEEL THE LOVE-」(ツアーロゴ＆ツアーグッズ)

### 広告／カタログ
- URBAN RESEARCH DOORS 「URBAN RESEARCH DOORS 2006 S/S」カタログ「URBAN RESEARCH DOORS 2006 A/W」カタログ「URBAN RESEARCH DOORS 2007 S/S」カタログ「THE DICTIONARY vol.9」カタログ」
- 池袋西武 「IKESEI JAZZ WEEK」キャンペーンビジュアル
- KANGOL「KANGOL SPRING SUMMER 2018」 カタログ
- TABASA 「Collection Printemps et ete 2013」カタログ
- FREAK'S STORE「2012 FALL&WINTER STYLEGUIDBOOK FOR WOMEN'S&MEN'S」カタログ「2013 SPRING&SUMMER STYLEGUIDBOOK FOR WOMEN'S& MEN'S」カタログ「2013 FALL&WINTER STYLEGUIDBOOK FOR WOMEN'S& MEN'S」カタログ「2015 SPRING&SUMMER STYLEGUIDBOOK FOR WOMEN'S& MEN'S Vol.1」カタログ「2015 AUTUMN&WINTER STYLEGUIDBOOK FOR WOMEN'S& MEN'S Vol.1」カタログ「2015 AUTUMN&WINTER STYLEGUIDBOOK FOR WOMEN'S& MEN'S Vol.2」カタログ
- MONTREUX JAZZ FESTIVAL JAPAN 「MONTREUX JAZZ FESTIVAL JAPAN 2015」 メインビジュアル
- ROXY「ROXY2013SPRING&SUMMER/DARE YOURSELF」カタログ「ROXY2014SPRING&SUMMER/DARE YOURSELF」カタログ

### ロゴ
- URBAN RESEARCH DOORS ブランドロゴ
- サッポロビール 白穂乃香 ブランドロゴ
- back number バンドロゴ
- CRAZY KEN BAND 20周年ロゴ、ステージロゴ
- sotto capo ブランドロゴ
- 東京スカパラダイスオーケストラ 「JUNK or GEM」ツアーロゴ
- V6 「For the 25th anniversary」ツアーロゴ「V6 POP UP STORE」キャンペーンロゴ
- 矢沢永吉　「EIKICHI YAZAWA CONCERT TOUR 2021 "I'm back!!" ～ROCKは止まらない～」ツアーロゴ「EIKICHI YAZAWA CONCERT TOUR 2023 "Welcome to Rock'n'Roll"」ツアーロゴ
- 山下智久　「TOMOHISA YAMASHITA First Solo SHORT but SWEET」ツアーロゴ「LIVE TOUR 2018 UNLEASHED -FEEL THE LOVE-」ツアーロゴ

### サイトデザイン
- サッポロビール 白穂乃香「特設サイト」
- 7ORDER「特設サイト」

### テレビ番組
- 喰いタン「喰いタン　オリジナル・サウンドトラック」
- 正義の味方「正義の味方　オリジナル・サウンドトラック」
- デカワンコ「デカワンコ　オリジナル・サウンドトラック」
- 東京全力少女「東京全力少女　オリジナル・サウンドトラック」
- 戦力外捜査官「戦力外捜査官　オリジナル・サウンドトラック」
- でぶせん「でぶせん　オリジナル・サウンドトラック」
- 二月の勝者「二月の勝者－絶対合格の教室　オリジナル・サウンドトラック」
- となりのチカラ「となりのチカラ　オリジナル・サウンドトラック」
- だが、情熱はある「だが、情熱はある　オリジナル・サウンドトラック」
- ノギザカスキッツ　メインビジュアル ＆ 映像商品（DVD&BD）
- ノギザカスキッツ pt.2　メインビジュアル ＆ 映像商品（DVD&BD）
- 乃木坂スター誕生！　メインビジュアル ＆ 映像商品（DVD&BD）
- 乃木坂スター誕生！セカンドシーズン　メインビジュアル ＆ 映像商品（DVD&BD）
- 新・乃木坂スター誕生！　メインビジュアル ＆ 映像商品（DVD&BD）

### 映画
- THE COLLECTORS　”さらば青春の新宿JAM” メインビジュアル　劇場公開日 2018年11月23日
- John Coltrane　”CHASING TRANE” メインビジュアル/パンフレット　劇場公開日 2021年12月3日
- Roy Hargrove　”人生最期の音楽の旅” メインビジュアル/パンフレット　劇場公開日 2023年11月17日

### 書籍
- 石子と羽男「石子と羽男 -そんなコトで訴えます？-」公式メモリアルブック
- KYOTO JAZZ SEXTET「SUCCESSION」写真集
- 田原俊彦「DOCUMENTARY」写真集
- THE BAWDIES　スコアBOOK
- Premium Cuts 「Premium Cuts Scrap Book RECORD HOUR」
- V6「For the 25th anniversary」写真集
- READYMADE MAGAZINE 「READYMADE MAGAZINE no.01」「READYMADE MAGAZINE no.02」

### 映像
- KANGOL「KANGOL SPRING SUMMER 2018」 CM
- T字路s「暮らしのなかで」Music Video
- 脇田もなり「UNI」Music Video